# Albo d'oro della Coupe de la Ligue

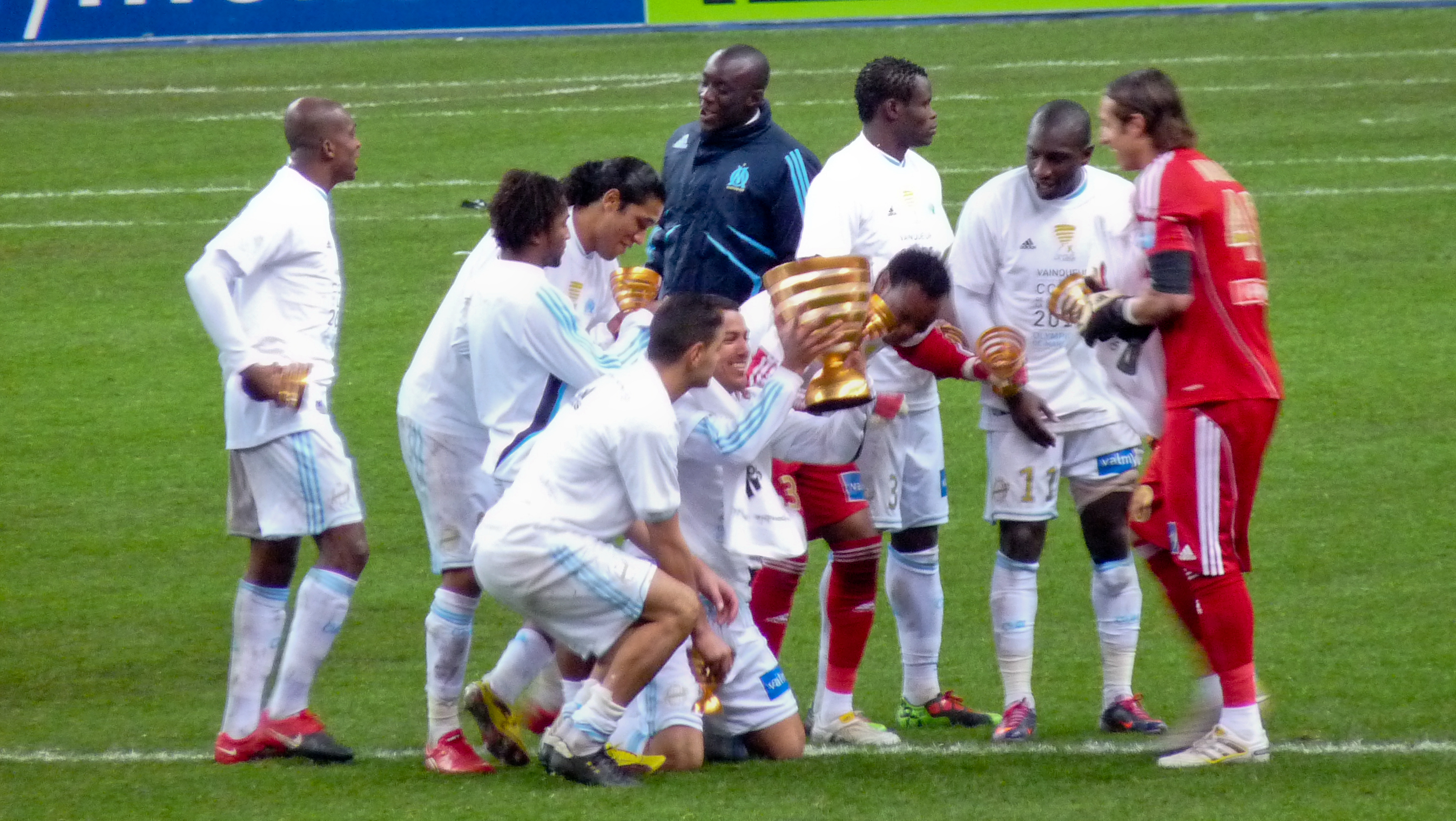
I giocatori del Marsiglia festeggiano la Coppa di Lega vinta nel 2010

Voluta dall'allora presidente federale Noël Le Graët per avere una nuova competizione da collocare sotto l'egida della LFP, la Coupe de la Ligue ha fatto il suo esordio nel novembre 1994. Il meccanismo della Coppa di Lega ricalcava quello della Coupe de France, con turni eliminatori e partite secche e sorteggio libero, organizzata dalla FFF e reputata di rango superiore, per il suo essere aperta a tutte le squadre calcistiche di Francia. Per questa ragione, la vittoria della Coppa di Lega (contrariamente alla Coppa di Francia) non ha comportato l'ammissione alla Supercoppa francese e assegnava alla vincitrice un posto nei preliminari di Europa League, anziché alla fase a gironi.
La coppa dorata, commissionata allo scultore franco-argentino Pablo Reinoso, è stata introdotta nell'edizione 2002-2003.

## Albo d'oro
Elenco dei vincitori delle 25 edizioni di Coupe de la Ligue disputate dal 1995 al 2019.
| Stagione  | Vincitore           | Punteggio         | Finalista           |
| --------- | ------------------- | ----------------- | ------------------- |
| 1994-1995 | Paris Saint-Germain | 2 - 0             | Bastia              |
| 1995-1996 | Metz                | 0 - 0 (5 - 4 dcr) | Olympique Lione     |
| 1996-1997 | Strasburgo          | 0 - 0 (7 - 6 dcr) | Bordeaux            |
| 1997-1998 | Paris Saint-Germain | 2 - 2 (4 - 2 dcr) | Bordeaux            |
| 1998-1999 | Lens                | 1 - 0             | Metz                |
| 1999-2000 | Gueugnon            | 2 - 0             | Paris Saint-Germain |
| 2000-2001 | Olympique Lione     | 2 - 1 (dts)       | Monaco              |
| 2001-2002 | Bordeaux            | 3 - 0             | Lorient             |
| 2002-2003 | Monaco              | 4 - 1             | Sochaux             |
| 2003-2004 | Sochaux             | 1 - 1 (5 - 4 dcr) | Nantes              |
| 2004-2005 | Strasburgo          | 2 - 1             | Caen                |
| 2005-2006 | Nancy               | 2 - 1             | Nizza               |
| 2006-2007 | Bordeaux            | 1 - 0             | Olympique Lione     |
| 2007-2008 | Paris Saint-Germain | 2 - 1             | Lens                |
| 2008-2009 | Bordeaux            | 4 - 0             | Vannes              |
| 2009-2010 | Olympique Marsiglia | 3 - 1             | Bordeaux            |
| 2010-2011 | Olympique Marsiglia | 1 - 0             | Montpellier         |
| 2011-2012 | Olympique Marsiglia | 1 - 0 (dts)       | Olympique Lione     |
| 2012-2013 | Saint-Étienne       | 1 - 0             | Rennes              |
| 2013-2014 | Paris Saint-Germain | 2 - 1             | Olympique Lione     |
| 2014-2015 | Paris Saint-Germain | 4 - 0             | Bastia              |
| 2015-2016 | Paris Saint-Germain | 2 - 1             | Lilla               |
| 2016-2017 | Paris Saint-Germain | 4 - 1             | Monaco              |
| 2017-2018 | Paris Saint-Germain | 3 - 0             | Monaco              |
| 2018-2019 | Strasburgo          | 0 - 0 (4 - 1 dcr) | Guingamp            |
| 2019-2020 | Paris Saint-Germain | 0 - 0 (6 - 5 dcr) | Olympique Lione     |

## Statistiche

### Edizioni vinte e perse per squadra
| Squadra             | Vittorie | Secondi posti | Anni vittorie                                                                                     | Anni secondi posti                                    |
| ------------------- | -------- | ------------- | ------------------------------------------------------------------------------------------------- | ----------------------------------------------------- |
| Paris Saint-Germain | 9        | 1             | 1994-1995, 1997-1998, 2007-2008, 2013-2014, 2014-2015, 2015-2016, 2016-2017, 2017-2018, 2019-2020 | 1999-2000                                             |
| Bordeaux            | 3        | 3             | 2001-2002, 2006-2007, 2008-2009                                                                   | 1996-1997, 1997-1998, 2009-2010                       |
| Olympique Marsiglia | 3        | 0             | 2009-2010, 2010-2011, 2011-2012                                                                   | -                                                     |
| Strasburgo          | 3        | 0             | 1996-1997, 2004-2005, 2018-2019                                                                   | -                                                     |
| Olympique Lione     | 1        | 5             | 2000-2001                                                                                         | 1995-1996, 2006-2007, 2011-2012, 2013-2014, 2019-2020 |
| Monaco              | 1        | 3             | 2002-2003                                                                                         | 2000-2001, 2016-2017, 2017-2018                       |
| Metz                | 1        | 1             | 1995-1996                                                                                         | 1998-1999                                             |
| Sochaux             | 1        | 1             | 2003-2004                                                                                         | 2002-2003                                             |
| Lens                | 1        | 1             | 1998-1999                                                                                         | 2008-2009                                             |
| Gueugnon            | 1        | 0             | 1999-2000                                                                                         | -                                                     |
| Nancy               | 1        | 0             | 2005-2006                                                                                         | -                                                     |
| Saint-Étienne       | 1        | 0             | 2012-2013                                                                                         | -                                                     |
| Bastia              | 0        | 2             | -                                                                                                 | 1994-1995, 2014-2015                                  |
| Lorient             | 0        | 1             | -                                                                                                 | 2001-2002                                             |
| Nantes              | 0        | 1             | -                                                                                                 | 2003-2004                                             |
| Caen                | 0        | 1             | -                                                                                                 | 2004-2005                                             |
| Nizza               | 0        | 1             | -                                                                                                 | 2005-2006                                             |
| Vannes              | 0        | 1             | -                                                                                                 | 2008-2009                                             |
| Montpellier         | 0        | 1             | -                                                                                                 | 2010-2011                                             |
| Rennes              | 0        | 1             | -                                                                                                 | 2012-2013                                             |
| Lilla               | 0        | 1             | -                                                                                                 | 2015-2016                                             |
| Guingamp            | 0        | 1             | -                                                                                                 | 2018-2019                                             |

### Vittorie per città
| Città         | Titoli | Squadre vincenti        |
| ------------- | ------ | ----------------------- |
| Parigi        | 9      | Paris Saint-Germain (9) |
| Bordeaux      | 3      | Bordeaux (3)            |
| Marsiglia     | 3      | Olympique Marsiglia (3) |
| Strasburgo    | 3      | Strasburgo (3)          |
| Gueugnon      | 1      | Gueugnon (1)            |
| Lens          | 1      | Lens (1)                |
| Lione         | 1      | Olympique Lione (1)     |
| Metz          | 1      | Metz (1)                |
| Monaco        | 1      | Monaco (1)              |
| Nancy         | 1      | Nancy (1)               |
| Saint-Étienne | 1      | Saint-Étienne (1)       |
| Sochaux       | 1      | Sochaux (1)             |

### Vittorie per regione
| Regione                     | Titoli | Squadre vincenti                    |
| --------------------------- | ------ | ----------------------------------- |
| Île-de-France               | 9      | Paris Saint-Germain (9)             |
| Grand Est                   | 5      | Strasburgo (3), Metz (1), Nancy (1) |
| Nuova Aquitania             | 3      | Bordeaux (3)                        |
| Provenza-Alpi-Costa Azzurra | 3      | Olympique Marsiglia (3)             |
| Borgogna-Franca Contea      | 2      | Gueugnon (1), Sochaux (1)           |
| Alta Francia                | 1      | Lens (1)                            |
| Alvernia-Rodano-Alpi        | 1      | Olympique Lione (1)                 |
| Comune di Monaco            | 1      | Monaco (1)                          |
| Loira                       | 1      | Saint-Étienne (1)                   |